# FC Barcelone (rink hockey)
Pour les articles homonymes, voir FC Barcelone.
Maillots
Actualités
Dernière mise à jour : 11 octobre 2014.
La section rink hockey du club omnisports du Futbol Club Barcelona a été créée en 1942. Il s'agit actuellement du plus grand club du monde de rink hockey, ayant remporté le plus de Ligues Européennes des Champions.
L'équipe dispute ses matchs dans le Palau Blaugrana, une salle d'une capacité de 8 250 spectateurs située près du Camp Nou.

## Parcours
En cours des années 2010, l'équipe possède un tel niveau qu'elle est ambitionne de remporter l'intégralité des compétitions auxquelles le club participe (la ligue catalane, la Supercoupe d'Espagne, la Coupe d'Espagne, le championnat de OK Liga, la Ligue Européenne).
Sur le plan financier les pertes pour la saison 2020 de la section s'élève à deux millions d'euros.

## Palmarès
- Titres internationaux:
  - 22 Ligues Européennes : 1973, 1974, 1978, 1979, 1980, 1981, 1982, 1983, 1984, 1985, 1997, 2000, 2001, 2002, 2004, 2005, 2007, 2008, 2010, 2014, 2015 et 2018.
  - 18 Coupes Continentales : 1980, 1981, 1982, 1983, 1984, 1985, 1997, 2000, 2001, 2002, 2005, 2006, 2007, 2008, 2009, 2011, 2015, 2018.
  - 1 Coupe CERS : 2006.
  - 1 Coupe des vainqueurs de coupe européenne : 1987
  - 3 Coupes Ibériques : 2000, 2001, 2002.
  - 5 Coupes Intercontinentales : 1998, 2006, 2008, 2014 et 2018.
  - 3 Coupe des Nations de Montreux : 1978, 1980 et 1995.
- Titres nationaux:
  - 33 OK Liga / Liga Espagnole : 1974, 1977, 1978, 1979, 1980, 1981, 1982, 1984, 1985, 1996, 1998, 1999, 2000, 2001, 2002, 2003, 2004, 2005, 2006, 2007, 2008, 2009, 2010, 2012, 2014, 2015, 2016, 2017, 2018, 2019, 2020, 2021 et 2023
  - 25 Coupes d'Espagne : 1953, 1958, 1963, 1972, 1975, 1978, 1979, 1981, 1985, 1986, 1987, 1994, 2000, 2002, 2003, 2005, 2007, 2011, 2012, 2016, 2017, 2018, 2019, 2022 et 2023
  - 12 Supercoupes d'Espagne : 2004, 2005, 2006, 2008, 2011, 2012, 2013, 2014, 2015, 2017, 2021 et 2023.
  - 8 Ligues Catalanes  : 1995, 1996, 1997, 1998, 2019, 2020. 2021 et 2022.

## Joueurs historiques
- Carles Trullols, Jordi Vila-puig, Jordi Villacorta, Centell, Antonio Caicedo, Joan Brasal, Joan Vila, Ramón Pons, Ginestà, Manuel Chércoles, Quim Paüls, Gaby Cairo, "Negro" Páez, Alberto Borregán, Aitor Egurrola, David Páez, Pere Gallen, Ramon Benito.

## Entraîneurs
- Josep Lorente
- 1995-2005 : Carlos Figueroa
- Quim Paüls
- 2009-2011 : Ferran Pujalte
- 2011-2013 : Gaby Cairo
- Depuis 2013 : Ricard Muñoz

## Média
Pour la saison 2019-2020, il est possible comme pour les années précédentes de suivre les matchs de OK Liga et ceux de Barcelone sur Esport3 et Barça TV.